# Шагренева поверхня

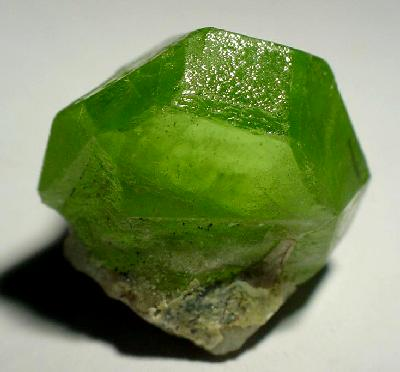
Шагренева поверхня на верхній грані кристалу олівіну.

Шагренева поверхня (рос. поверхность шагреневая, англ. orange surface,нім. Shagreenfläche f) — оптичне явище, що спостерігається під мікроскопом, при якому поверхня мінералів здається шорсткою, подібною до шагреневої шкіри. Явище шагреневої поверхні зумовлюється різницею між показником заломлення мінералу та показником заломлення середовища, в якому знаходиться мінерал.